# Championnat du Gabon de football 1986
Navigation
Saison précédente Saison suivante
La saison 1986 du Championnat du Gabon de football est la dixième édition du championnat de première division gabonaise, le Championnat National. Il se déroule sous la forme d’une poule unique avec dix formations, qui s’affrontent à deux reprises, à domicile et à l’extérieur. En fin de saison, le dernier du classement est relégué et remplacé par le champion de deuxième division.
C'est le FC 105 Libreville, tenant du titre, qui remporte le championnat cette saison, après avoir terminé en tête du classement final, avec deux points d’avance sur un duo composé de l’USM Libreville et du Petrosport FC. C'est le cinquième titre de champion du Gabon de l'histoire du club, qui réussit même le doublé en s’imposant face à l’USM en finale de la Coupe du Gabon.

## Les clubs participants
| - USM Libreville - Athlétic Club Ayina - Promu de D2 - FC 105 Libreville - AS Sogara - AS OPRAG Port-Gentil | - Locomotive FC - Shellsport FC - Petrosport FC - Ndella Energie - Cercle Sportif Batavéa |

## Compétition

### Classement
| Rang | Équipe                 | Pts | J  | G  | N | P  | Bp | Bc | Diff |
| ---- | ---------------------- | --- | -- | -- | - | -- | -- | -- | ---- |
| 1    | FC 105 Libreville'T'C  | 27  | 18 | 11 | 5 | 2  | 44 | 23 | +21  |
| 2    | USM Libreville         | 25  | 18 | 9  | 7 | 2  | 42 | 18 | +24  |
| 3    | Petrosport FC          | 25  | 18 | 10 | 5 | 3  | 24 | 12 | +12  |
| 4    | Shellsport FC          | 19  | 18 | 6  | 7 | 5  | 26 | 25 | +1   |
| 5    | AS Sogara              | 19  | 18 | 7  | 5 | 6  | 31 | 34 | -3   |
| 6    | Cercle Sportif Batavéa | 18  | 18 | 7  | 4 | 7  | 24 | 20 | +4   |
| 7    | Ndella Energie         | 14  | 18 | 4  | 6 | 8  | 23 | 35 | -12  |
| 8    | Locomotive FC          | 13  | 18 | 3  | 7 | 8  | 26 | 33 | -7   |
| 9    | AS OPRAG Port-Gentil   | 12  | 18 | 4  | 4 | 10 | 23 | 33 | -10  |
| 10   | Athlétic Club AyinaP   | 8   | 18 | 2  | 4 | 12 | 15 | 45 | -30  |

|  | Qualification pour la Coupe des clubs champions africains 1987         |
|  | Qualification pour la Coupe des Coupes 1987                            |
|  | Relégation directe en deuxième division                                |
|  | T : Tenant du titre C : Vainqueur de la Coupe du Gabon P : Promu de D2 |

## Bilan de la saison
| Championnat du Gabon de football 1986                             |                              |
| Champion                                                          | FC 105 Libreville (5e titre) |
| Coupes et trophées                                                |                              |
| Vainqueur de la Coupe du Gabon 1986                               | FC 105 Libreville            |
| Qualifications continentales                                      |                              |
| Coupe d'Afrique des clubs champions 1987                          | FC 105 Libreville            |
| Coupe des Coupes 1987                                             | USM Libreville               |
| Promotions et relégations                                         |                              |
| Promus en Championnat National                                    | Vantour Club Mangoungou      |
| Relégués en Championnat du Gabon de football de deuxième division | Athlétic Club Ayina          |